# UEFA Champions League slutspil 2007-08
Slutspillet i UEFA Champions League 2007-08 begyndte den 19. februar 2008 og blev afsluttet med finalen på Luzjniki Stadion i Moskva den 21. maj 2008. Det bestod af 16 hold, der alle var placeret i top to i deres respektive grupper.
I alle runderne bortset fra finalen skulle hvert hold spille både en ude- og hjemmekamp mod modstanderholdet. Det hold, der efter de to kampe havde den højeste samlede målscore, gik videre til næste runde. Hvis den samlede stilling var uafgjort, var vinderen det hold, som havde scoret flest udebanemål. Hvis antallene af udebanemål var lige høje gik kampene ud i 30 minutters forlænget spilletid, og i tilfældet af en fortsat lige stilling blev kampen afgjort i en straffesparkskonkurrence.
Finalen afgjordes over en enkelt kamp. Hvis denne kamp endte uafgjort gik kampen ligeledes ud i forlænget spilletid og derefter straffesparkskonkurrence.
Manchester United vandt over Chelsea i finalen, der for første gang nogensinde stod mellem to engelske hold.

## Kvalificerede hold
| Gruppe | Vinder (seedet i ottendedelsfinalen) | Nummer to (useedet i ottendedelsfinalen) |
| ------ | ------------------------------------ | ---------------------------------------- |
| A      | Porto                                | Liverpool                                |
| B      | Chelsea                              | Schalke                                  |
| C      | Real Madrid                          | Olympiakos                               |
| D      | Milan                                | Celtic                                   |
| E      | Barcelona                            | Lyon                                     |
| F      | Manchester United                    | Roma                                     |
| G      | Internazionale                       | Fenerbahçe                               |
| H      | Sevilla                              | Arsenal                                  |

## Overblik
|  | Ottendedelsfinaler | Ottendedelsfinaler | Ottendedelsfinaler | Ottendedelsfinaler |   |            | Kvartfinaler | Kvartfinaler | Kvartfinaler | Kvartfinaler |  |           | Semifinaler | Semifinaler | Semifinaler | Semifinaler |                          |       | Finale | Finale |
|  |                    |                    |                    |                    |   |            |              |              |              |              |  |           |             |             |             |             |                          |       |        |        |
|  | Schalke 04 (str.)  | 1                  | 0                  | 1(4)               |   |            |              |              |              |              |  |           |             |             |             |             |                          |       |        |        |
|  | Porto              | 0                  | 1                  | 1(1)               |   |            |              |              |              |              |  |           |             |             |             |             |                          |       |        |        |
|  | Porto              | 0                  | 1                  | 1(1)               |   | Schalke 04 | 0            | 0            | 0            |              |  |           |             |             |             |             |                          |       |        |        |
|  |                    |                    |                    |                    |   | Schalke 04 | 0            | 0            | 0            |              |  |           |             |             |             |             |                          |       |        |        |
|  |                    | Barcelona          | 1                  | 1                  | 2 |            |              |              |              |              |  |           |             |             |             |             |                          |       |        |        |
|  | Celtic             | Barcelona          | 1                  | 1                  | 2 | 2          | 0            | 2            |              |              |  |           |             |             |             |             |                          |       |        |        |
|  | Celtic             |                    |                    |                    |   | 2          | 0            | 2            |              |              |  |           |             |             |             |             |                          |       |        |        |
|  | Barcelona          | 3                  | 1                  | 4                  |   |            |              |              |              |              |  |           |             |             |             |             |                          |       |        |        |
|  | Barcelona          | 3                  | 1                  | 4                  |   |            |              |              |              |              |  | Barcelona | 0           | 0           | 0           |             |                          |       |        |        |
|  |                    |                    |                    |                    |   |            |              |              |              |              |  | Barcelona | 0           | 0           | 0           |             |                          |       |        |        |
|  |                    | Manchester United  | 0                  | 1                  | 1 |            |              |              |              |              |  |           |             |             |             |             |                          |       |        |        |
|  | AS Roma            | Manchester United  | 0                  | 1                  | 1 | 2          | 2            | 4            |              |              |  |           |             |             |             |             |                          |       |        |        |
|  | AS Roma            |                    |                    |                    |   | 2          | 2            | 4            |              |              |  |           |             |             |             |             |                          |       |        |        |
|  | Real Madrid        | 1                  | 1                  | 2                  |   |            |              |              |              |              |  |           |             |             |             |             |                          |       |        |        |
|  | Real Madrid        | 1                  | 1                  | 2                  |   | AS Roma    | 0            | 0            | 0            |              |  |           |             |             |             |             |                          |       |        |        |
|  |                    |                    |                    |                    |   | AS Roma    | 0            | 0            | 0            |              |  |           |             |             |             |             |                          |       |        |        |
|  |                    | Manchester United  | 2                  | 1                  | 3 |            |              |              |              |              |  |           |             |             |             |             |                          |       |        |        |
|  | Lyon               | Manchester United  | 2                  | 1                  | 3 | 1          | 0            | 1            |              |              |  |           |             |             |             |             |                          |       |        |        |
|  | Lyon               |                    |                    |                    |   | 1          | 0            | 1            |              |              |  |           |             |             |             |             |                          |       |        |        |
|  | Manchester United  | 1                  | 1                  | 2                  |   |            |              |              |              |              |  |           |             |             |             |             |                          |       |        |        |
|  | Manchester United  | 1                  | 1                  | 2                  |   |            |              |              |              |              |  |           |             |             |             |             | Manchester United (str.) | 1 (6) |        |        |
|  |                    |                    |                    |                    |   |            |              |              |              |              |  |           |             |             |             |             |                          | 1 (6) |        |        |
|  |                    | Chelsea            | 1 (5)              |                    |   |            |              |              |              |              |  |           |             |             |             |             |                          |       |        |        |
|  | Arsenal            | Chelsea            | 1 (5)              | 0                  | 2 | 2          |              |              |              |              |  |           |             |             |             |             |                          |       |        |        |
|  | Arsenal            |                    |                    | 0                  | 2 | 2          |              |              |              |              |  |           |             |             |             |             |                          |       |        |        |
|  | Milan              | 0                  | 0                  | 0                  |   |            |              |              |              |              |  |           |             |             |             |             |                          |       |        |        |
|  | Milan              | 0                  | 0                  | 0                  |   | Arsenal    | 1            | 2            | 3            |              |  |           |             |             |             |             |                          |       |        |        |
|  |                    |                    |                    |                    |   | Arsenal    | 1            | 2            | 3            |              |  |           |             |             |             |             |                          |       |        |        |
|  |                    | Liverpool          | 1                  | 4                  | 5 |            |              |              |              |              |  |           |             |             |             |             |                          |       |        |        |
|  | Liverpool          | Liverpool          | 1                  | 4                  | 5 | 2          | 1            | 3            |              |              |  |           |             |             |             |             |                          |       |        |        |
|  | Liverpool          |                    |                    |                    |   | 2          | 1            | 3            |              |              |  |           |             |             |             |             |                          |       |        |        |
|  | Inter              | 0                  | 0                  | 0                  |   |            |              |              |              |              |  |           |             |             |             |             |                          |       |        |        |
|  | Inter              | 0                  | 0                  | 0                  |   |            |              |              |              |              |  | Liverpool | 1           | 2           | 3           |             |                          |       |        |        |
|  |                    |                    |                    |                    |   |            |              |              |              |              |  | Liverpool | 1           | 2           | 3           |             |                          |       |        |        |
|  |                    | Chelsea            | 1                  | 3                  | 4 |            |              |              |              |              |  |           |             |             |             |             |                          |       |        |        |
|  | Fenerbahçe (str.)  | Chelsea            | 1                  | 3                  | 4 | 3          | 2            | 5(3)         |              |              |  |           |             |             |             |             |                          |       |        |        |
|  | Fenerbahçe (str.)  |                    |                    |                    |   | 3          | 2            | 5(3)         |              |              |  |           |             |             |             |             |                          |       |        |        |
|  | Sevilla            | 2                  | 3                  | 5(2)               |   |            |              |              |              |              |  |           |             |             |             |             |                          |       |        |        |
|  | Sevilla            | 2                  | 3                  | 5(2)               |   | Fenerbahçe | 2            | 0            | 2            |              |  |           |             |             |             |             |                          |       |        |        |
|  |                    |                    |                    |                    |   | Fenerbahçe | 2            | 0            | 2            |              |  |           |             |             |             |             |                          |       |        |        |
|  |                    | Chelsea            | 1                  | 2                  | 3 |            |              |              |              |              |  |           |             |             |             |             |                          |       |        |        |
|  | Olympiakos         | Chelsea            | 1                  | 2                  | 3 | 0          | 0            | 0            |              |              |  |           |             |             |             |             |                          |       |        |        |
|  | Olympiakos         |                    |                    |                    |   | 0          | 0            | 0            |              |              |  |           |             |             |             |             |                          |       |        |        |
|  | Chelsea            | 0                  | 3                  | 3                  |   |            |              |              |              |              |  |           |             |             |             |             |                          |       |        |        |

## Ottendedelsfinaler
Der blev trukket lod til ottendedelsfinalerne den 21. december 2007 i Nyon, Schweiz. De første kampe blev spillet den 19. og 20. februar, mens returkampene blev spillet den 4. og 5. marts. Inters hjemmekamp mod Liverpool blev dog udskudt til den 11. marts, da også AC Milan benyttede San Siro.
| Hold 1     | Samlet         | Hold 2            | 1. kamp | 2. kamp  |
| ---------- | -------------- | ----------------- | ------- | -------- |
| Celtic     | 2–4            | Barcelona         | 2–3     | 0–1      |
| Lyon       | 1–2            | Manchester United | 1–1     | 0–1      |
| Schalke 04 | 1–1 (4–1 str.) | Porto             | 1–0     | 0–1 (fs) |
| Liverpool  | 3–0            | Inter             | 2–0     | 1–0      |
| AS Roma    | 4–2            | Real Madrid       | 2–1     | 2–1      |
| Arsenal    | 2–0            | Milan             | 0–0     | 2–0      |
| Olympiakos | 0–3            | Chelsea           | 0–0     | 0–3      |
| Fenerbahçe | 5–5 (3–2 str.) | Sevilla           | 3–2     | 2–3 (fs) |

### Første kamp
| 19. februar 2008 20:45 |

| Schalke 04 | 1 – 0     | Porto |
| ---------- | --------- | ----- |
| Kurányi 4' | (Referat) |       |

| Arena AufSchalke, Gelsenkirchen Tilskuere: 53.951 Dommer: Laurent Duhamel (Frankrig) |

| 19. februar 2008 20:45 |

| AS Roma                   | 2 – 1     | Real Madrid |
| ------------------------- | --------- | ----------- |
| Pizarro 24' · Mancini 58' | (Referat) | Raúl 8' ·   |

| Stadio Olimpico, Rom Tilskuere: 59.617 Dommer: Herbert Fandel (Tyskland) |

| 19. februar 2008 20:45 |

| Olympiakos | 0 – 0     | Chelsea |
| ---------- | --------- | ------- |
|            | (Referat) |         |

| Karaiskakis Stadion, Athen Tilskuere: 31.302 Dommer: Konrad Plautz (Østrig) |

| 19. februar 2008 20:45 |

| Liverpool              | 2 – 0     | Inter |
| ---------------------- | --------- | ----- |
| Kuyt 85' · Gerrard 90' | (Referat) |       |

| Anfield, Liverpool Tilskuere: 41.999 Dommer: Frank de Bleeckere (Belgien) |

| 20. februar 2008 20:45 |

| Celtic                                  | 2 – 3     | FC Barcelona                |
| --------------------------------------- | --------- | --------------------------- |
| Vennegoor of Hesselink 16' · Robson 38' | (Referat) | Messi 18' 79' · Henry 52' · |

| Celtic Park, Glasgow Tilskuere: 56.395 Dommer: Peter Fröjdfeldt (Sverige) |

| 20. februar 2008 20:45 |

| Lyon        | 1 – 1     | Manchester United |
| ----------- | --------- | ----------------- |
| Benzema 54' | (Referat) | Tévez 87' ·       |

| Stade Gerland, Lyon Tilskuere: 39.219 Dommer: Luis Medina Cantalejo (Spanien) |

| 20. februar 2008 20:45 |

| Fenerbahçe                          | 3 – 2     | Sevilla FC                   |
| ----------------------------------- | --------- | ---------------------------- |
| Kežman 17' · Lugano 57' · Semih 87' | (Referat) | Edu 23' (sm.) · Escudé 66' · |

| Şükrü Saracoğlu Stadion, Istanbul Tilskuere: 46.210 Dommer: Florian Meyer (Tyskland) |

| 20. februar 2008 20:45 |

| Arsenal | 0 – 0     | AC Milan |
| ------- | --------- | -------- |
|         | (Referat) |          |

| Emirates Stadium, London Tilskuere: 60.082 Dommer: Claus Bo Larsen (Danmark) |

### Returkamp
| 4. marts 2008 20:45 |

| AC Milan | 0 – 2     | Arsenal                         |
| -------- | --------- | ------------------------------- |
|          | (Referat) | Fàbregas 84' · Adebayor 90+2' · |

| San Siro, Milan Tilskuere: 81.879 Dommer: Konrad Plautz (Østrig) |

Arsenal vandt samlet 2–0.
| 4. marts 2008 20:45 |

| FC Barcelona | 1 – 0     | Celtic |
| ------------ | --------- | ------ |
| Xavi 3'      | (Referat) |        |

| Camp Nou, Barcelona Tilskuere: 75.326 Dommer: Pieter Vink (Holland) |

FC Barcelona vandt samlet 4–2.
| 4. marts 2008 20:45 |

| Sevilla FC                        | 3 – 2 (f.s.) | Fenerbahçe       |
| --------------------------------- | ------------ | ---------------- |
| Alves 6' · Keita 9' · Kanouté 41' | (Referat)    | Deivid 21' 80' · |

| Estadio Ramón Sánchez Pizjuán, Seville Tilskuere: 38.626 Dommer: Massimo Busacca (Schweiz) |

|                                           |       | Straffesparkskonkurrence           |  |
| Kanouté Escudé Dragutinović Maresca Alves | 2 – 3 | Wederson Edu Mehmet Aurélio Kežman |  |

Den samlede stilling var 5–5. Fenerbahçe vandt straffesparkskonkurrencen med 3–2.
| 4. marts 2008 20:45 |

| Manchester United | 1 – 0     | Lyon |
| ----------------- | --------- | ---- |
| Ronaldo 41'       | (Referat) |      |

| Old Trafford, Manchester Tilskuere: 75.520 Dommer: Roberto Rosetti (Italien) |

Manchester United vandt samlet 2–1.
| 5. marts 2008 20:45 |

| Porto        | 1 – 0 (f.s.) | Schalke 04 |
| ------------ | ------------ | ---------- |
| Lisandro 86' | (Referat)    |            |

| Estádio do Dragão, Porto Tilskuere: 45.316 Dommer: Howard Webb (England) |

|                                           |       | Straffesparkskonkurrence       |  |
| Lucho González Bruno Alves Lisandro López | 1 – 4 | Rafinha Rakitić Altıntop Jones |  |

Kampen endte samlet 1–1. Schalke vandt straffesparkskonkurrencen med 4–1.
| 5. marts 2008 20:45 |

| Real Madrid | 1 – 2     | AS Roma |
| ----------- | --------- | ------- |
| Raúl 75'    | (Referat) |         |

| Santiago Bernabéu, Madrid Tilskuere: 71.569 Dommer: Kyros Vassaras (Grækenland) |

AS Roma vandt samlet 4–2.
| 5. marts 2008 20:45 |

| Chelsea                              | 3 – 0     | Olympiakos |
| ------------------------------------ | --------- | ---------- |
| Ballack 5' · Lampard 25' · Kalou 48' | (Referat) |            |

| Stamford Bridge, London Tilskuere: 37,721 Dommer: Manuel Mejuto González (Spanien) |

Chelsea vandt samlet 3–0.
| 5. marts 2008 20:45 |

| Inter | 0 – 1     | Liverpool    |
| ----- | --------- | ------------ |
|       | (Referat) | Torres 64' · |

| San Siro, Milano Tilskuere: 80.000 Dommer: Tom Henning Øvrebø (Norge) |

Liverpool vandt samlet 3–0.

## Kvartfinaler
Lodtrækningen til kvart- og semifinalerne blev foretaget den 14. marts 2008 i Nyon, Schweiz. Modsat forrige runde kunne hold fra samme gruppe eller land godt risikere at møde hinanden. De første kampe i kvartfinalerne blev spillet den 1. og 2. april, mens returkampene blev spillet den 8. og 9. april.
| Hold 1     | Samlet | Hold 2            | 1. kamp | 2. kamp |
| ---------- | ------ | ----------------- | ------- | ------- |
| Arsenal    | 3–5    | Liverpool         | 1–1     | 2–4     |
| AS Roma    | 0–3    | Manchester United | 0–2     | 0–1     |
| Schalke 04 | 0–2    | Barcelona         | 0–1     | 0–1     |
| Fenerbahçe | 2–3    | Chelsea           | 2–1     | 0–2     |

### Første kamp
| 1. april 2008 20:45 |

| AS Roma | 0 – 2     | Manchester United          |
| ------- | --------- | -------------------------- |
|         | (Referat) | Ronaldo 39' · Rooney 66' · |

| Stadio Olimpico, Rom Tilskuere: 80.023 Dommer: Frank De Bleeckere (Belgien) |

| 1. april 2008 20:45 |

| Schalke 04 | 0 – 1     | FC Barcelona |
| ---------- | --------- | ------------ |
|            | (Referat) | Bojan 12' ·  |

| Arena AufSchalke, Gelsenkirchen Tilskuere: 53.951 Dommer: Kyros Vassaras (Grækenland) |

| 2. april 2008 20:45 |

| Arsenal      | 1 – 1     | Liverpool  |
| ------------ | --------- | ---------- |
| Adebayor 23' | (Referat) | Kuyt 26' · |

| Emirates Stadium, London Tilskuere: 60.041 Dommer: Pieter Vink (Holland) |

| 2. april 2008 20:45 |

| Fenerbahçe                      | 2 – 1     | Chelsea            |
| ------------------------------- | --------- | ------------------ |
| Kazim-Richards 65' · Deivid 81' | (Referat) | Deivid 13' (sm.) · |

| Şükrü Saracoğlu Stadion, Istanbul Tilskuere: 49.055 Dommer: Claus Bo Larsen (Danmark) |

### Returkamp
| 8. april 2008 20:45 |

| Liverpool                                                  | 4 – 2     | Arsenal                    |
| ---------------------------------------------------------- | --------- | -------------------------- |
| Hyypiä 30' · Torres 69' · Gerrard 85' (str.) · Babel 90+2' | (Referat) | Diaby 13' · Adebayor 84' · |

| Anfield, Liverpool Tilskuere: 41.985 Dommer: Peter Fröjdfeldt (Sverige) |

Liverpool vandt samlet 5–3.
| 8. april 2008 20:45 |

| Chelsea                  | 2 – 0     | Fenerbahçe |
| ------------------------ | --------- | ---------- |
| Ballack 4' · Lampard 87' | (Referat) |            |

| Stamford Bridge, London Tilskuere: 38.369 Dommer: Herbert Fandel (Tyskland) |

Chelsea vandt samlet 3–2.
| 9. april 2008 20:45 |

| Manchester United | 1 – 0     | AS Roma |
| ----------------- | --------- | ------- |
| Tévez 70'         | (Referat) |         |

| Old Trafford, Manchester Tilskuere: 74.423 Dommer: Tom Henning Øvrebø (Norge) |

Manchester United vandt samlet 3–0.
| 9. april 2008 20:45 |

| Barcelona | 1 – 0     | Schalke 04 |
| --------- | --------- | ---------- |
| Touré 42' | (Referat) |            |

| Camp Nou, Barcelona Tilskuere: 72.113 Dommer: Roberto Rosetti (Italien) |

Barcelona vandt samlet 2–0.

## Semifinaler
De første kampe i semifinalerne blev spillet den 22. og 23. april, mens returkampene blev spillet den 29. og 30. april.
| Hold 1    | Samlet | Hold 2            | 1. kamp | 2. kamp  |
| --------- | ------ | ----------------- | ------- | -------- |
| Liverpool | 3–4    | Chelsea           | 1–1     | 2–3 (fs) |
| Barcelona | 0–1    | Manchester United | 0–0     | 0–1      |

### Første kamp
| 22. april 2008 20:45 |

| Liverpool | 1 – 1     | Chelsea             |
| --------- | --------- | ------------------- |
| Kuyt 43'  | (Referat) | Riise 90+4' (sm.) · |

| Anfield, Liverpool Tilskuere: 42.180 Dommer: Konrad Plautz (Østrig) |

| 23. april 2008 20:45 |

| Barcelona | 0 – 0     | Manchester United |
| --------- | --------- | ----------------- |
|           | (Referat) |                   |

| Camp Nou, Barcelona Tilskuere: 95.949 Dommer: Massimo Busacca (Schweiz) |

### Returkamp
| 29. april 2008 20:45 |

| Manchester United | 1 – 0     | Barcelona |
| ----------------- | --------- | --------- |
| Scholes 14'       | (Referat) |           |

| Old Trafford, Manchester Tilskuere: 75.061 Dommer: Herbert Fandel (Tyskland) |

Manchester United vandt samlet 1–0.
| 30. april 2008 20:45 |

| Chelsea                              | 3 – 2 (f.s.) | Liverpool                 |
| ------------------------------------ | ------------ | ------------------------- |
| Drogba 33' 105' · Lampard 98' (str.) | (Referat)    | Torres 64' · Babel 117' · |

| Stamford Bridge, London Tilskuere: 38.900 Dommer: Roberto Rosetti (Italien) |

Chelsea vandt samlet 4–3.

## Finale
Finalen blev spillet den 21. maj 2008 på Luzjniki Stadion i Moskva, Rusland.
| 21. maj 2008 20:45 |

| Manchester United | 1 – 1 (f.s.) | Chelsea       |
| ----------------- | ------------ | ------------- |
| Ronaldo 26'       | (Referat)    | Lampard 45' · |

| Luzjniki Stadion, Moskva Tilskuere: 69.552 Dommer: Ľuboš Micheľ (Slovakiet) |

|                                                           |       | Straffesparkskonkurrence                            |  |
| Tévez Carrick Ronaldo Owen Hargreaves Nani Anderson Giggs | 6 – 5 | Ballack Belletti Lampard A. Cole Terry Kalou Anelka |  |